# Barbara Blatter
Barbara Blatter (nascida em 22 de dezembro de 1970) é uma ex-atleta suíça que compete no cross-country de mountain bike.
Competiu como representante de seu país natal nos Jogos Olímpicos de Verão de 2000 em Sydney, onde conquistou a medalha de prata. Também participou dos Jogos Olímpicos de Atenas 2004.